# Dark Oberon
Dark Oberon ist ein freies (unter GPL) Echtzeit-Strategiespiel ähnlich Warcraft II. Im Gegensatz zu anderen Computerspielen basieren die Grafiken und Texturen auf Fotos von realen Modellen aus Knetmasse. Dies und die Musik von Lealoo sorgen für eine einzigartige Atmosphäre. Das Spiel begann als Programmierprojekt einiger Studenten an der Karls-Universität Prag.
Die noch fehlende KI erlaubt noch keine Spiele mit Computergegnern. Es stehen jedoch einfache Karten zur Verfügung, in denen etwa bestimmte Objekte oder feindliche Lager gesucht werden müssen. So wird hier ganz auf computergenerierte Mitspieler verzichtet.
Zukünftige Mehrspielerkarten versprechen im Moment noch mehr Spannung. Die Karten werden derzeit in einem Code erstellt, der sehr stark an XML angelehnt ist. Es ist geplant, die Karten in Zukunft vollständig in XML zu schreiben.
Obwohl sich bei der Spielentwicklung direkt seit 2006 wenig getan hat, so ist das Spiel doch in einige „Portable“-Versionen etwa für Wechseldatenträger überarbeitet worden. Beispielsweise bei Framakey. und Lupo Pensuite. Da das Spiel eigentlich von sich aus schon portable ist, handelt es sich hierbei zumeist um eine automatische Integration in ein entsprechendes Menüsystem und der Ordnerstruktur auf dem betreffenden Datenträger.